# Intervenção militar britânica na Guerra Civil da Serra Leoa

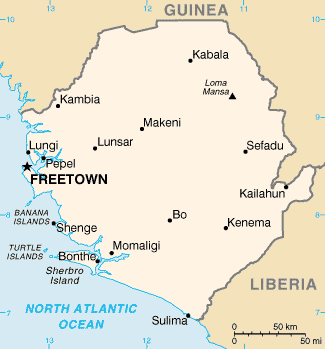
Um mapa da Serra Leoa mostrando a capital Freetown, o aeroporto de Lungi e vários outros locais das operações britânicas

A intervenção militar do Reino Unido na Serra Leoa iniciou em 7 de maio de 2000 com uma operação militar de codinome Operação Palliser. Embora um pequeno número de militares britânicos tenha sido destacado anteriormente, a Operação Palliser foi a primeira intervenção em larga escala das forças britânicas na Guerra Civil de Serra Leoa. No início de maio de 2000, a Frente Revolucionária Unida (FRU) - uma das principais partes da guerra civil - avançou na capital do país, Freetown, levando o governo britânico a enviar uma "equipe operacional de reconhecimento e ligação" para preparar a evacuação dos cidadãos estrangeiros. Em 6 de maio, a Frente Revolucionária Unida bloqueou a estrada que liga Freetown ao principal aeroporto do país, Lungi. No dia seguinte, soldados britânicos começaram a proteger o aeroporto e outras áreas essenciais para uma evacuação. A maioria dos que desejavam sair foi evacuada nos primeiros dois dias da operação, mas muitos optaram por permanecer após a chegada das forças britânicas.
Após a conclusão efetiva da evacuação, o mandato das forças britânicas começou a se expandir. Os britânicos auxiliaram na evacuação de forças de paz sitiadas - incluindo vários observadores britânicos de cessar-fogo - e começaram a colaborar com a Missão das Nações Unidas em Serra Leoa (UNAMSIL) e com o Exército de Serra Leoa. Apesar da expansão da missão, somente em 17 de maio os soldados britânicos entraram em contato direto com a Frente Revolucionária Unida. Os rebeldes atacaram uma posição britânica perto do aeroporto de Lungi, mas foram forçados a recuar após uma série de tiroteios. No mesmo dia, o líder da Frente Revolucionária Unida, Foday Sankoh, foi capturado pelas forças da Serra Leoa, deixando o grupo rebelde em desordem. Depois de decidir que a Frente Revolucionária Unida não se desarmaria voluntariamente, os britânicos começaram a treinar o Exército de Serra Leoa para um enfrentamento. Durante uma missão de treinamento, uma patrulha que retornava de uma visita às forças de paz da Jordânia foi capturada por um grupo miliciano conhecido como West Side Boys. As negociações conseguiram a libertação de cinco dos onze soldados e, três semanas depois da crise, as forças especiais britânicas lançaram uma missão com o nome de Operação Barras, libertando os seis restantes. O sucesso da Operação Barras restaurou a confiança na missão britânica; um acadêmico sugeriu que seu fracasso teria forçado o governo britânico a retirar todas as suas forças da Serra Leoa.
A operação britânica em geral foi concluída em setembro de 2000. A Frente Revolucionária Unida começou a desarmar após pressão política, e mais tarde foram aplicadas sanções econômicas à Libéria - que havia apoiado o grupo rebelde em troca de diamantes de conflito contrabandeados para Serra Leoa. O governo da Serra Leoa acabou assinando um cessar-fogo com a Frente Revolucionária Unida que a obrigava a entrar no processo de desarmamento, desmobilização e reintegração (DDR). Em setembro de 2001, quando as equipes de treinamento britânicas foram substituídas por uma força internacional, o processo de DDR estava quase completo. As forças britânicas continuaram envolvidas em Serra Leoa, fornecendo a maior contribuição de pessoal para a equipe internacional de treinamento e aconselhando uma reestruturação das forças armadas da Serra Leoa. Uma pequena força foi enviada à área em 2003 para garantir a estabilidade, enquanto vários indiciamentos e prisões foram feitas pelo Tribunal Especial para Serra Leoa. O sucesso das operações britânicas na Serra Leoa justificou vários conceitos, incluindo a retenção de forças de alta prontidão. O primeiro-ministro Tony Blair estava disposto em ver intervenções ocidentais em outros conflitos e - juntamente com a França - apoiou a criação de vários Grupos de Combate da União Europeia para esse fim. Por acaso, a oposição política e os compromissos britânicos posteriores no Afeganistão e no Iraque impediram novas operações britânicas na África.